# Маунг Ає
Маунг Ає (бірм. မောင်အေး, нар. 25 грудня 1937) — бірманський військовик, був віце-головою Державної ради миру та розвитку (правлячої військової хунти Бірми) з 1993 до 2011 року.